# Résolution 1326 du Conseil de sécurité des Nations unies
Membres permanents
- Chine
- États-Unis
- France
- Royaume-Uni
- Russie

Membres non permanents
- Argentine
- Bangladesh
- Canada
- Jamaïque
- Malaisie
- Mali
- Namibie
- Pays-Bas
- Tunisie
- Ukraine

Résolution no 1325 Résolution no 1327
La résolution 1326 du Conseil de sécurité des Nations unies fut adoptée sans vote le 31 octobre 2000. Après avoir examiné la demande d'admission de la République fédérale de Yougoslavie à l'Organisation des Nations unies, le Conseil a recommandé à l'Assemblée générale l'admission de la Yougoslavie.
En 2003, la République fédérale de Yougoslavie est devenue la Serbie-et-Monténégro, qui a, par continuité, conservé ce siège à l'ONU. Après que le Monténégro est devenu un État souverain en 2006, la Serbie — l'État continuateur de la Serbie-et-Monténégro — a hérité de ce siège.